# Ursula Ragwitz

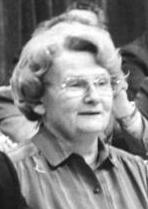
Ursula Ragwitz (4. Volkskunstkonferenz, 1. Dezember 1984)

Ursula Ragwitz (Geburtsname: Ursula Rose; * 15. Februar 1928 in Cottbus; † 2020) war eine Funktionärin der SED in der DDR. In ihren verschiedenen Funktionen spielte sie eine bedeutende Rolle bei der Durchsetzung der Kulturpolitik der Partei und der damit verbundenen Zensur in der DDR.

## Leben
Die Tochter eines Kraftfahrers studierte zwischen 1942 und 1945 Musikerziehung und Deutsch am Lehrerbildungsinstitut in Exin im Landkreis Bromberg und wurde nach dem Ende des Zweiten Weltkrieges 1945 Lehramtsanwärterin in einer Dorfschule im Spreewald. Nachdem sie 1946 Mitglied der SED wurde, war sie zunächst zwischen 1946 und 1951 Lehrerin an der 7. Grundschule in Cottbus sowie anschließend von 1951 bis 1952 Dozent am dortigen Institut für Lehrerbildung (IfL).
1953 gründete sie die Musikschule Cottbus und war deren Direktorin und anschließend Leiterin der Abteilung Kultur beim Rat des Bezirkes Cottbus sowie von Mai bis Juni 1954 Leiterin einer Abteilung der Staatlichen Kunstkommission. Im Anschluss wurde sie nacheinander Assistentin, Oberassistentin und zuletzt Dozentin an der Musikhochschule Dresden und dann bis 1963 Direktorin der Musikschule Hoyerswerda.
Zwischen 1963 und 1969 war Ursula Ragwitz stellvertretende Vorsitzende des Rates des Bezirks Cottbus für Kultur, Körperkultur und Sport und absolvierte während dieser Zeit 1967 einen Weiterbildungslehrgang für leitende Kulturkader am Institut für Gesellschaftswissenschaften (IfG) des ZK der SED in Ost-Berlin. Darüber hinaus wurde sie 1968 Mitglied des Zentralvorstandes des Verbandes der darstellenden Künstler (VDK).
1969 wechselte sie als politische Mitarbeiterin in die Abteilung Kultur des ZK der SED, wurde 1973 deren stellvertretende Leiterin und war danach von November 1975 bis März 1976 dort kommissarische Leiterin. Im März 1976 wurde sie schließlich als Nachfolgerin von Peter Heldt selbst Leiterin der Abteilung Kultur des ZK der SED und bekleidete diese Position bis zur Wende im November 1989.
In diesem Amt hatte sie maßgeblichen Einfluss auf das kulturelle Leben und Schaffen in der DDR, aber auch auf Autoren in der Bundesrepublik Deutschland, sowie auf die materielle Betreuung von Schriftstellern wie Stephan Hermlin. Darüber hinaus war sie gegenüber dem ZK-Sekretär Kurt Hager unterstellt wie beispielsweise bei der Genehmigungspraxis von Auslandstourneen und -auftritten von DDR-Künstlern, aber auch mitverantwortlich für die Veröffentlichung und Verfilmung von Büchern von Karl May.
Neben der Funktion als ZK-Abteilungsleiterin war sie zwischen 1976 und 1989 Mitglied der Kulturkommission beim Politbüro sowie der Kommission des Politbüros der Leiter der gesellschaftswissenschaftlichen Institute des ZK der SED.
Ursula Ragwitz, die 1980 mit dem Banner der Arbeit und 1981 mit dem Kampforden „Für Verdienste um Volk und Vaterland“ ausgezeichnet wurde, war zwischen 1981 und dem 3. Dezember 1989 auch Mitglied des ZK der SED und erhielt 1985 den Vaterländischen Verdienstorden (VVO). Neben ihrer Mitgliedschaft der Paritätischen Regierungskommission für kulturelle Zusammenarbeit zwischen der DDR und der Sowjetunion von 1986 bis 1989 war sie von 1987 und 1989 auch Mitglied des Präsidialrates und des Präsidiums des Kulturbundes der DDR. Zuletzt wurde ihr am 8. Juli 1988 ein Ehrendoktor durch die Martin-Luther-Universität Halle-Wittenberg sowie die Ehrenspange zum VVO verliehen. Die Verleihung der Ehrendoktorwürde erfolgte gegen den Widerstand einiger Professoren und des Dekans der Philosophischen Fakultät infolge politischer Einflussnahme durch die SED. Seit dem Ende der DDR lebte sie mit ihrem Ehemann, dem Komponisten und Hochschullehrer Erhard Ragwitz, mit dem sie seit den 1970er Jahren verheiratet war, als Rentnerin in Berlin.